# Cayes-Jacmel
Cayes-Jacmel (en criollo haitiano Kay Jakmèl) es una comuna de Haití, que está situada en el distrito de Jacmel, del departamento de Sureste.

## Historia
Antiguo barrio de la comuna haitiana de Marigot, pasó a ser comuna en 1934.

## Secciones
Está formado por las secciones de:
- Ravine Normande
- Gaillard
- Haut Cap Rouge
- Fond Melon Michineau

## Demografía
| Gráfica de evolución demográfica de Cayes-Jacmel entre 2009 y 2015 |
|                                                                    |

Los datos demográficos contemplados en este gráfico de la comuna de Cayes-Jacmel son estimaciones que se han cogido de 2009 a 2015 de la página del Instituto Haitiano de Estadística e Informática (IHSI). 